# Dutztal
Die Hofschaft Dutztal ist ein Ortsteil der Gemeinde Lindlar, Oberbergischen Kreis im Regierungsbezirk Köln in Nordrhein-Westfalen (Deutschland). 

## Lage und Beschreibung
Der Wohnplatz Dutztal liegt südwestlich von Lindlar, in unmittelbarer Nähe zur Ortschaft Holz nahe der Stadtgrenze zu Engelskirchen.
Die Hofschaft ist über eine Verbindungsstraße erreichbar, die bei Unterheiligenhoven von der Landesstraße 299 abzweigt, einen Bogen nach Voßbruch schlägt und auch Wiedfeld, Holz, Tannenhof, Eibachhof und den Segelflugplatz Lindlar anbindet.
Nördlich der Hofschaft erhebt sich mit 304,8 m der Berg Nußbüchel, südlich der Hölzer  Kopf mit 351,0 m.

## Geschichte
Der Hof entstand 1928 bei Rodungsarbeiten (siehe: Heiligenhoven). Sein Name lehnt sich an eine alte Flurbezeichnung an.

## Freizeit
Östlich Dutztals befindet sich der Lindlarer Segelflugplatz mit angegliederten Campingplatz.